# Pierre-Paul Emiot
Pierre-Paul Charles Emiot, né à Marseille le 22 octobre 1887 et mort le 20 novembre 1975 à Vitrolles, est un peintre français.

## Biographie
Élève de Alexandre-Claude-Louis Lavalley, il expose au Salon des artistes français dès 1920 où il obtient une mention honorable en 1934 et, sociétaire du Salon d'hiver, il y présente en 1929 la toile Bords de côtes près Sainte-Maxime-sur-Mer.
Il est fait chevalier de la Légion d'honneur en 1931. 